# Símbols de Beniarbeig
L'escut i la bandera de Beniarbeig són els símbols representatius oficials de Beniarbeig, municipi del País Valencià, a la comarca de la Marina Alta.

## Escut heràldic
L'escut de Beniarbeig té el següent blasonament:
| « | Mig partit i tallat [en realitat, truncat]: 1r, d'or, l'àguila eixamplada d'atzur, coronada d'or i el pit carregat d'un escudet d'or, amb dos pals d'atzur; 2n, d'or, quatre pals de gules; 3r, d'argent, el pont d'atzur, sostingut d'ones d'argent i atzur. Al timbre Corona Reial tancada. | » |

## Bandera
La bandera té la següent descripció:
| « | Bandera de proporcions 3 de llarg per 2 d’ample. En camper de gules, al centre, l’escut del municipi. | » |

## Història
L'escut fou aprovat per Ordre de 18 de setembre de 1985, publicada en el DOGV núm. 300, del 31 d'octubre de 1985.
Presenta les armes dels Lladró de Pallars, comtes de Sinarques i senyors del poble, juntament amb els quatre pals del Regne de València. A sota, el pont sobre el riu Girona, destruït durant els aiguats del 2007.
La bandera fou aprovada per Resolució de 8 d'octubre de 1992, publicada en el DOGV núm. 1.898 de 6 de novembre de 1992.